# Cala Creta
Cala Creta est un hameau de la commune de  Lampedusa e Linosa dans l'archipel des Pélages dans la région de Sicile en Italie.
Il s'agit d'un village constitué entièrement de  23 dammusi en pierre et de petites villas situé dans la partie orientale de l'île de lampedusa. En 2001 il comptait 21 habitants.

## Images

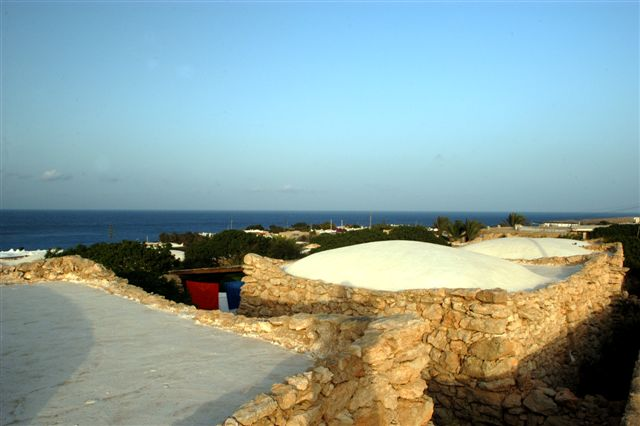
Coupoles de Dammuso
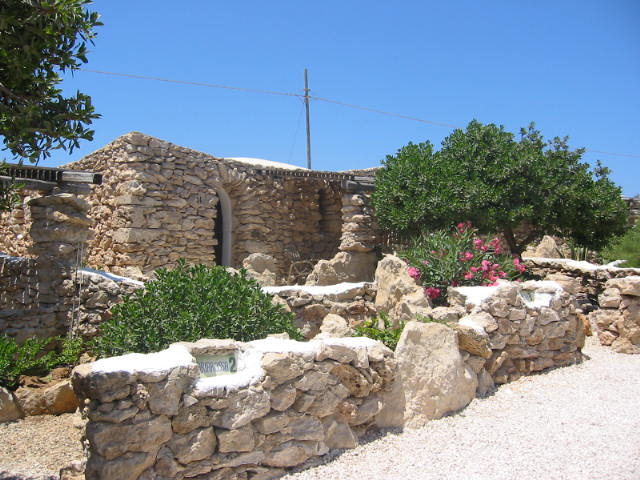
Dammusi